# Хжонщевский, Антоний
Антоний Хжонщевский (в старых русских источниках Хршонщевский, пол. Antoni Chrząszczewski; 1770 — 1854) — польский мемуарист.
На протяжении многих лет служил при дворе Станислава Щенсного Потоцкого в Тульчине. В 1830—1831 гг. участвовал в Польском восстании в чине подпоручика, 8 марта 1831 года был награждён Золотым крестом ордена Virtuti Militari.
В старости жил в имении помещика Головинского Стеблёве, занимаясь сочинением мемуаров, оставшихся неоконченными. В 1857 году эти мемуары частично были опубликованы Юзефом Крашевским. Сокращённый русский перевод, подготовленный И. И. Ролле, был напечатан в 1874 году в журнале «Русский архив»; как указывал, предваряя публикацию, Ролле, рукопись Хжонщевского — ценное свидетельство о жизни Потоцкого и разнообразных значительных персон, встречавшихся с ним, поскольку автор воспоминаний «мог многое видеть и обо многом узнать, чего посторонний не был бы в состоянии заметить». Полное научное издание, под названием «Воспоминания служащего Потоцких из Тульчина» (пол. Pamiętniki oficjalisty Potockich z Tulczyna), осуществлено в Польше в 1976 г.